# Championnat de Bahreïn de football 2014-2015
Navigation
Saison précédente Saison suivante
La saison 2014-2015 du Championnat de Bahreïn de football est la cinquante-neuvième édition du championnat national de première division à Bahreïn. Les dix meilleurs clubs du pays sont regroupés au sein d'une poule unique et s'affrontent deux fois au cours de la compétition, à domicile et à l'extérieur. En fin de saison, le dernier du classement est relégué tandis que l'avant-dernier doit disputer un barrage de promotion-relégation face au vice-champion de D2.
C'est Al Muharraq Club qui remporte la compétition après avoir terminé en tête du classement final, avec un seul point d'avance sur Al Hidd Club et sept sur le duo Manama Club-East Riffa. C'est le trente-troisième titre de champion de Bahreïn de l'histoire du club.

## Les clubs participants
| - Al Muharraq Club - Riffa Club - Al Hidd Club - East Riffa - Promu de D2 - Manama Club | - Malikiya Club - Busaiteen Club - Al-Shabab Club - Al Hala SC - Bahrain Club - Promu de D2 |

## Compétition

### Classement
Le classement est établi sur le barème de points classique (victoire à 3 points, match nul à 1, défaite à 0).
| Rang | Équipe           | Pts | J  | G  | N | P  | Bp | Bc | Diff |
| ---- | ---------------- | --- | -- | -- | - | -- | -- | -- | ---- |
| 1    | Al Muharraq Club | 40  | 18 | 12 | 4 | 2  | 41 | 18 | +23  |
| 2    | Al Hidd ClubC    | 39  | 18 | 12 | 3 | 3  | 29 | 15 | +14  |
| 3    | Manama Club      | 33  | 18 | 10 | 3 | 5  | 31 | 20 | +11  |
| 4    | East RiffaP      | 33  | 18 | 10 | 3 | 5  | 30 | 24 | +6   |
| 5    | Riffa ClubT      | 31  | 18 | 9  | 4 | 5  | 26 | 17 | +9   |
| 6    | Busaiteen Club   | 19  | 18 | 5  | 4 | 9  | 17 | 31 | -14  |
| 7    | Al Hala SC       | 19  | 18 | 5  | 4 | 9  | 22 | 39 | -17  |
| 8    | Malikiya Club    | 18  | 18 | 5  | 3 | 10 | 17 | 28 | -11  |
| 9    | Bahrain ClubP    | 13  | 18 | 3  | 4 | 11 | 22 | 29 | -7   |
| 10   | Al-Shabab Club   | 8   | 18 | 2  | 2 | 14 | 12 | 26 | -14  |

|  | Qualification pour le tour préliminaire de la Ligue des champions de l'AFC 2016         |
|  | Qualification pour la Coupe de l'AFC 2016 et la Coupe du golfe des clubs champions 2016 |
|  | Qualification pour la Coupe du golfe des clubs champions 2016                           |
|  | Participation au barrage de promotion-relégation                                        |
|  | Relégation directe en deuxième division                                                 |
|  | T : Tenant du titre C : Vainqueur de la Coupe du Bahreïn P : Promu de D2                |

### Matchs

#### Barrage de promotion-relégation
| Équipe 1     | Résultat | Équipe 2        | Aller | Retour |
| ------------ | -------- | --------------- | ----- | ------ |
| Bahrain Club | -        | (D2) Setra Club | -     | -      |

- Bahrain Club perd le barrage (les résultats sont inconnus) et doit céder sa place parmi l'élite au Setra Club.

## Bilan de la saison
| Championnat de Bahreïn de football 2014-2015                        |                              |
| Champion                                                            | Al Muharraq Club (33e titre) |
| Coupes et trophées                                                  |                              |
| Vainqueur de la Coupe de Bahreïn 2014-2015                          | Riffa Club                   |
| Vainqueur de la Bahreini King's Cup                                 | Al Hidd Club                 |
| Qualifications continentales                                        |                              |
| Ligue des champions de l'AFC 2016 (tour préliminaire)               | Al Muharraq Club             |
| Coupe de l'AFC 2016                                                 | Al Hidd Club                 |
| Coupe du golfe des clubs champions 2016                             | Manama Club                  |
| Coupe du golfe des clubs champions 2016                             | Al Hidd Club                 |
| Promotions et relégations                                           |                              |
| Promus en Bahraini Premier League                                   | Al-Ahli Club                 |
| Promus en Bahraini Premier League                                   | Setra Club                   |
| Relégués en Championnat de Bahreïn de football de deuxième division | Al-Shabab Club               |
| Relégués en Championnat de Bahreïn de football de deuxième division | Bahrain Club                 |